# Oshee
Oshee este o companie poloneză din industria alimentară, specializată în producția de alimente funcționale precum băuturi izotonice⁠(d), ape cu vitamine, batoane energizante și batoane proteice.

## Istoric
Fondatorul companiei este Dariusz Gałęzewski, fost director de vânzări al companiei poloneze FoodCare⁠(d). El a creat compania Oshee în 2008.
Oshee a obținut un avantaj față de concurenții Powerade Coca-Cola și Gatorade⁠(d) PepsiCo datorită capacității de ambalare mai mari și a prețului mai mic. Compania a devenit al doilea mare producător de băuturi izotonice⁠(d) din Polonia, după Coca-Cola.
În 2017, compania a achiziționat producătorul de apă minerală Kinga Pienińska. Un an mai târziu a fost stabilită o cooperare cu fondul Innova Capital.

## Produse
Oshee oferă 86 de produse diferite: băuturi izotonice, băuturi dulci, shoturi cu vitamine, batoane proteice și batoane energizante.

## Mărci
- Sonko – un producător de gustări uscate. Printre produsele lor se numără rondele de orez⁠(d), pâine crocantă⁠(d), chipsuri, fulgi de ovăz, pesmeți, orez și crupe.[6]
- Kinga Pienińska – producător de ape minerale.[7]
- EATYX – producător de suplimente alimentare. Aceștia oferă suplimente nutritive sub formă de batoane sau lichide.

## Ambasadori
Compania colaborează de ani de zile cu numeroase personalități cunoscute din lumea sportului și a divertismentului. Printre parteneriatele și licențele sale se numără proiecte și colaborări precum:
- Robert Lewandowski – primul ambasador al mărcii OSHEE. Parteneriatul a fost anunțat oficial în 2008. Imaginea căpitanului echipei naționale de fotbal a Poloniei a apărut în campanii de televiziune, activități de relații publice, pe produse existente și în campanii sociale.[8]
- Real Madrid și FC Liverpool – în perioada 2013–2015, OSHEE a încheiat un contract de sponsorizare cu cluburi de fotbal străine de top.[9]
- Borussia Dortmund – ca parte a cooperării din perioada 2015–2017, pe etichetele băuturilor izotonice OSHEE au apărut imagini cu trei jucători ai clubului: Jakub Błaszczykowski, Łukasz Piszczek și Pierre-Emerick Aubameyang.[10]
- În 2017, Joanna Jędrzejczyk⁠(d) a devenit ambasadoare a mărcii OSHEE, îndeplinind acest rol până în 2020. Ca parte a colaborării, ea a promovat activitatea fizică și un stil de viață sănătos, participând, printre altele, la o campanie televizată și apărând în fotografii utilizate pe rețelele de socializare și pe anumite produse ale companiei.[11]
- PZPN – în anii 2018–2022, OSHEE a fost sponsorul oficial al echipei naționale de fotbal a Poloniei.[12]
- Krzysztof Piątek – fotbalistul polonez a fost în perioada 2019–2022 ambasador al mărcii OSHEE pentru băuturi și alimente funcționale.[13]
- CD Projekt Red⁠(d) (Wiedźmin⁠(d)) – trei noi arome de băuturi energizante inspirate de poțiuni din lumea fantastică au fost lansate pe piață în 2021 (Jaskółka – mango și chili, Kot – măr și kiwi și Zamieć – căpșuni și lime), o nouă băutură vitaminizată cu aromă de liliac și agrișe și o culoare violet inspirată de personajul Yennefer, două noi băuturi OSHEE Water cu aromă de portocală și rodie, decorate cu figurile personajelor Ciri și Eredin.[14]
- Iga Świątek – ambasador global al mărcii din 2023. Imaginea jucătoarei de tenis apare pe anumite băuturi OSHEE. Contractul de parteneriat a inclus, de asemenea, personalul de antrenament al Igăi, împreună cu care ea a creat seria de băuturi OSHEE COCONUT WATER sub egida OSHEE x IGA TEAM.[15]
- LaLiga – În 2023, OSHEE a încheiat un parteneriat cu LaLiga, devenind partenerul său oficial. Colaborarea a dus, printre altele, la noi băuturi izotonice de la marca care poartă sigla oficială LaLiga și imagini cu jucătorii ligii.[16]
- Michał „Mata” Matczak⁠(d) – în 2023, rapperului i s-a dat mână liberă să schimbe logo-ul mărcii, făcând aluzie la colaborări cu lumea modei. Datorită colaborării sale cu artistul, a fost creată seria de băuturi Osh33. Formulele Love Potion Rose-Honey și Blueberry-Jasmine au fost inspirate de parfumuri. Această inițiativă a avut scopul de a prezenta o „nouă față” a producătorului, asociat cu băuturile izotonice.[17]
- CD Projekt Red (Cyberpunk 2077) – în timpul celei de-a doua colaborări a gigantului de jocuri video cu Oshee, o serie limitată de băuturi purtând marca jocului video a fost lansată în 2023. Au fost create două noi băuturi Vitamin Fuel: cu arome de căpșuni-piersici și cireșe-ghimbir și două noi băuturi Energy Boost: cu arome de lici-iasomie și gumă de mestecat.[18]
- Daria Zawiałow⁠(d) – în 2024, OSHEE a stabilit un parteneriat de ambasadori cu una dintre cele mai recunoscute și mai ascultate artiste poloneze. Ca parte a parteneriatului, a fost creată campania publicitară „Fata POP bea OSHEE”.[19]
- Echipa O – nouă campioni polonezi și mai mulți medaliați de la diverse evenimente sportive s-au alăturat colaborării în 2024. TEAM O HYDRATED BY OSHEE include ambasadori precum Natalia Kaczmarek, Ewa Swoboda⁠(d), Urszula Łoś⁠(d), Bartosz Kurek⁠(d) , Kamil Semeniuk⁠(d), Andrzej Wrona⁠(d), Mateusz Bieniek⁠(d), Marcin Janusz⁠(d) și Jakub Kochanowski⁠(d).[20]

## Piața mondială
Produsele Oshee sunt prezente pe 55 de piețe externe din întreaga lume și pe 6 continente.